# ناحیه وادی لیلی
ناحیه وادی لیلی (به عربی: دائرة وادی لیلی) یک ناحیه در الجزایر است که در استان تیارت واقع شده‌است.